# Pedro León Loyola
Pedro León Loyola Leyton (Curicó, 25 de noviembre de 1889 - Santiago de Chile, octubre o noviembre de 1978) fue un filósofo y profesor chileno.

## Biografía

### Primeros años
Nació el 25 de noviembre de 1889 en Romeral, Curicó, en el seno de una familia acomodada; hijo de Daniel Loyola y Fidelia Leyton. Fue tío del científico Eduardo Fuenzalida Loyola.
Recibió educación primaria particular en su infancia, la cual terminaría por completar en el Colegio de San Antonio de Curicó (actual Colegio de Arte y Cultura de Curicó) en 1901. Hizo su primer ciclo de Humanidades en el Liceo de Curicó (1902-1904), donde abrazó el catolicismo, y el segundo en el Internado Nacional Barros Arana (1905-1907), donde abdicó del mismo, deviniendo en un "creyente frustrado". Obtuvo el bachiller en Humanidades en 1908.

### Formación universitaria
Estudió Derecho en la Facultad de Derecho de la Universidad de Chile (1908-1912), graduándose del bachillerato en leyes. En paralelo a su quinto año de Derecho (carrera de la cual terminó por no graduarse), estudió Pedagogía en Historia y Geografía en el Instituto Pedagógico de la Universidad de Chile (1912-1915), haciendo además un curso extraordinario de Filosofía bajo la dirección de Guillermo Mann. Allí se vería influenciado por el racionalismo ilustrado y el positivismo heterodoxo de Valentín Letelier. El tema central del curso fue "La filosofía de la historia, según Fichte". Se tituló de Profesor el 10 de enero de 1917, con la memoria La filosofía en la educación secundaria. El malestar que le causó su adjuramiento del catolicismo le llevó a refugiarse en la filosofía:

Ha habido evolución, naturalmente, en mi pensamiento filosófico. Antes de cumplir quince años, y por haber tomado clara y persistente conciencia de ciertas contradicciones entre dogmas teológicos fundamentales, perdí mi fervorosa fe católica, que había sido hasta ese instante la base de mí vida moral. Una especie de cientismo entusiasta y confiado me invadió (Comte, J. S. Mili, Spencer). Mas luego sentí un vacío inmenso, una penosa soledad. Fue una suerte que, mientras cursaba el sexto año en el Internado Nacional, los "Pensamientos" de Pasca! alimentaran mi alma. Esa luz, punzante y purificadora ai mismo tiempo, me transformó: ya no me importó sufrir, si yo no era culpable. Desde entonces, lo espiritual fue para mí lo primero, y no sólo como ideal sino también como elemento integrante de la realidad, en cuanto me era posible concebirla. El amor a la filosofía y la ciencia, íntimamente unidas, fue constituyéndose cada vez más en el sustituto de mi religiosidad perdida [...].
Pedro León Loyola

Fue miembro de la Federación de Estudiantes de la Universidad de Chile (FECh), llegando a presidirla en 1909 y 1918 (esta última como director extraordinario), a la vez que fue su vicepresidente en 1910 y 1913. Entre 1914 y 1915, también fue guaripola de la FECh. En un discurso de 1910, Loyola resume los ideales de la joven agrupación:

Los timoratos se desesperan, los reaccionarios quieren resistir por la fuerza el avance de las masas populares. Pero no es ninguno de esos dos temperamentos el que se debe adoptar: el primero es cobardía y el segundo, una muestra de ignorancia de las leyes inexorables que rigen el mundo social. Se trata, no de impedir, sino de facilitar la reforma. La gran cuestión está en conseguir que el paso del estado actual al que ha de venir se realice pacíficamente, sin derramamiento de sangre ni de más lágrimas, por evolución razonada y no por revolución violenta...Los estudiantes hemos comprendido nuestro deber y queremos cumplirlo.
Pedro León Loyola

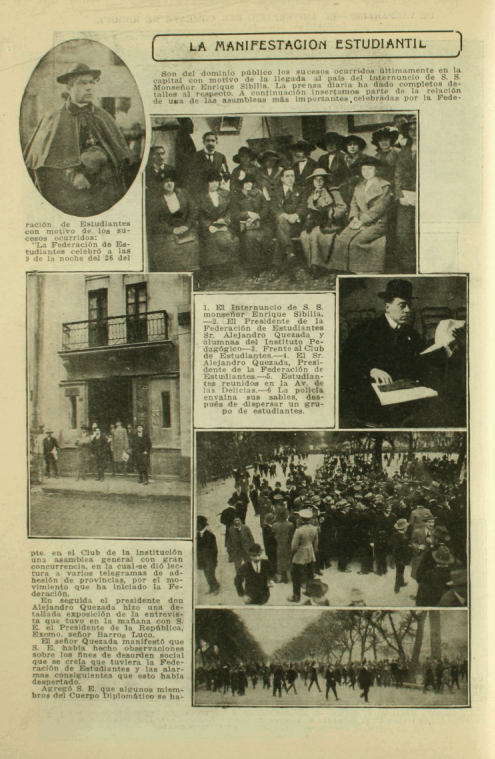
Página de la revista Zig Zag, describiendo la manifestación de la FECh contra monseñor Enrique Sibilia en 1913.

Sus críticas, así como las de sus compañeros, vieron su vía de exposición a través de las revistas Juventud y Claridad. Loyola ingresó a la FECh justamente cuando la misma comienza a asumir una serie de compromisos sociales explícitos, gestos con los que se cuadraró no sin esporádicos roces (como cuando defendió a Valentín Letelier contra las críticas y ataques del ala más extremista de la Federación), pero con un hermanamiento de fondo producto de la fuerte oposición al conservadurismo chileno:

No faltan anâlisis que deducen una correlación entre esta mutación y aquella que ha experimentado el creciente reclutamiento social del estudiante en las capas médias emergentes. Esta evolution no escapa a la vigilancia alarmada de los círculos oligárquicos cuya deserción del campo cultural ante el avance de un nuevo tipo de intelectual tiene más de repliegue táctico que de derrota. Tomas de posición de dirigentes de la FECH como el discurso en el que Pedro León Loyola denuncia, el año del Centenario, que "los reaccionarios quieren resistir por la fuerza el avance de las masas populares" y la influencia del pensamiento laico, evidenciada en las relaciones privilegiadas de la naciente institución con el rector Valentín Letelier, han dado pábulo a enconados ataques de parte de los sectores conservadores.
Luis Bocaz

Loyola, desde la FECh, ofreció un apoyo intelectual a la lucha proletaria. En sus propias palabras:

Nos proponemos libertar poco a poco a la clase obrera de sus esclavitudes, que son la ignorancia, el vicio, la miseria y la injusticia. Directamente atacaremos sólo la primera, pero mediante la cultura intelectual y moral que pondremos en sus manos. El obrero mismo sabrá enseguida liberarse de los demás yugos... En ningún caso le predicaremos la violencia, por el contrario, se la haremos aborrecer. Le enseñaremos con sinceridad sus derechos y sus deberes, para que conquiste aquéllos con la razón y cumpla éstos con dignidad.
Pedro León Loyola

### Vida académica y práctica política
Entre 1915 y 1917, fue inspector del Liceo de Aplicación. Con el título de docencia ya obtenido, ejerció de Profesor de Filosofía en el mismo liceo (1917-1928), así como en el Instituto Nacional General José Miguel Carrera (1918-1937). Por en breve espacio de tiempo (junio-noviembre de 1918), enseñó en la Escuela Militar del Libertador Bernardo O'Higgins, abandonando el trabajo por propia voluntad. Entre 1917 y 1919, fue Profesor Suplente de Filosofía en múltiples instituciones: Colegio de los Sagrados Corazones de Santiago, el Colegio San Ignacio, el Instituto de Humanidades, el Colegio San Pedro Nolasco y Colegio San Agustín; cuyas cátedras estaban en propiedad de Daniel Martner. En 1917, dictó numerosas conferencias sobre Pedagogía y Filosofía en la Universidad de Chile.

En junio de 1918, y en reemplazo de Guillermo Mann, Pedro León Loyola asumió la Cátedra de Pedagogía y Filosofía en el Instituto Pedagógico. Por aquella época, la enseñanza de los ramos filosóficos y pedagógicos (llamados "ramos generales" por su transversalidad a todas las carreras) se hallaba distribuida entre el profesor Guillermo Mann (Psicología, Filosofía y Pedagogía [teórica y práctica]) y Darío Salas Díaz (Lógica e Historia de la Pedagogía). 

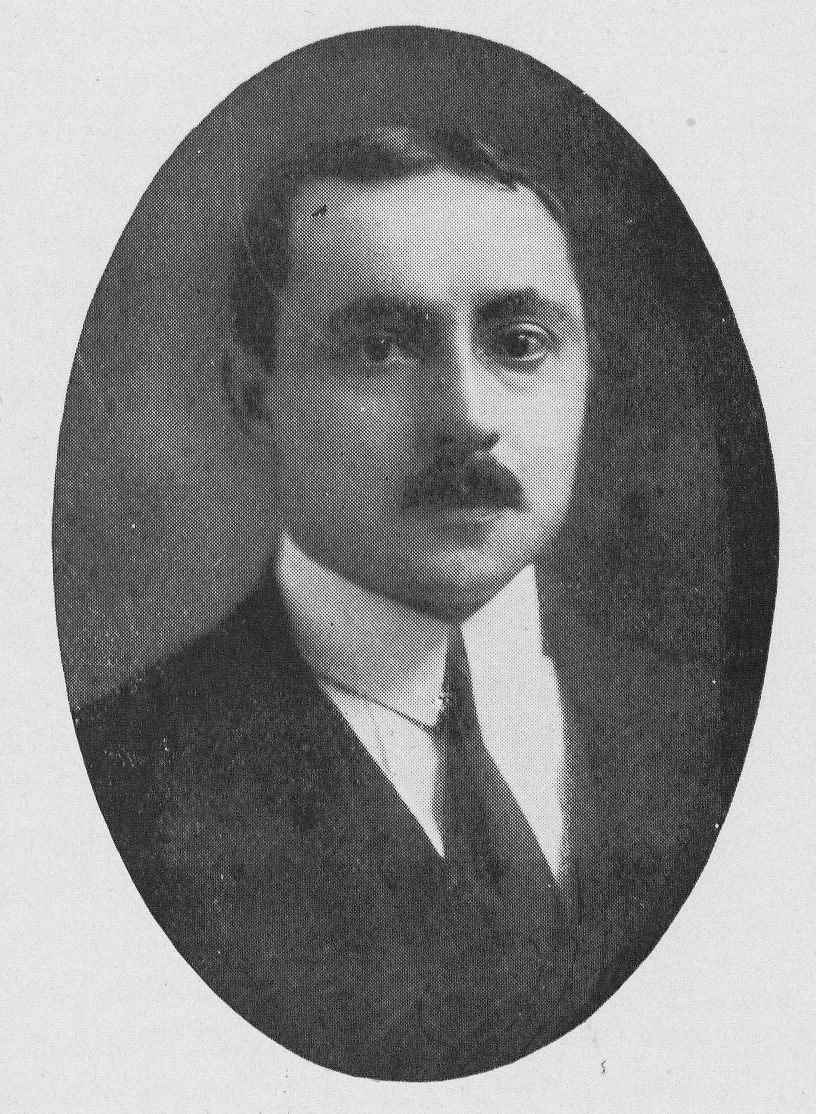
Darío Salas Díaz (1881-1941) fue un destacado educador chileno.

Durante ese año, Loyola realizó toda la labor que había pertenecido a Mann. Pero a partir de 1919, Salas Díaz asumió a su cargo todo lo concerniente a Pedagogía, mientras que Psicología, Lógica y demás disciplinas filosóficas fueron asumidas por Loyola (no obstante, no sería hasta 1923 que habrían exámenes separados de "Filosofía" y "Pedagogía").Loyola organizó sistemáticamente las materias, enseñándolas en este orden:
| Orden de las asignaturas | Nombre de las asignaturas         |
| ------------------------ | --------------------------------- |
| Primera                  | Introducción a la filosofía       |
| Segunda                  | Psicología                        |
| Tercera                  | Lógica                            |
| Cuarta                   | Filosofía general de las ciencias |
| Quinta                   | Historia de la filosofía          |

También en 1918 (tras un intento previo en 1910), creó junto a Santiago Labarca la Universidad Popular Lastarria (UPL), la cual tenía como fin la instrucción de los obreros y trabajadores manuales, con el propósito de promover y permitir el avance del proletariado. En ella dictó las Cátedras de Filosofía y Ciencias Sociales, además de ejercer como secretario. La creación de esta institución profundizó la relación entre la Universidad de Chile y la sociedad civil:

En este nuevo espacio de confraternización obreraestudiantil, la FECH, dirigida por Pedro León Loyola, funda la «Universidad Popular Lastarria», orientada a educar a la clase obrera, promoviendo su avance político y social. Pese a la corta duración de dicha experiencia educativa, esta significó un gran triunfo para la UCH en torno a un acercamiento eficaz con los sectores populares, además de haber propiciado un espacio de preparación concreto para la instrucción de la dirigencia obrera de la época.
Pablo Araneda Herrera

En 1919, producto de su extremismo, Loyola abandona la FECh. Ya en 1916 había evidenciado una creciente frustración con la dirección política e intelectual de la organización, criticando a los estudiantes por protestar y criticar sin ofrecer un programa positivo propio:

La juventud de hoy sabe negar, pero no acertaría con una afirmación importante. Ella sabe lo que no cree pero no sabe lo que cree. [...] han producido la duda... los sistemas de educación no han podido menos que inspirarse en los principios científicos. La juventud ha sido formada en los métodos racionales y experimentales [...]. Los pedagogos no han sabido aprovechar las conclusiones de la ciencia moderna para dar inspiraciones nuevas a la conciencia moral de los jóvenes, no han sabido hallar en las verdades científicas la fuente de ideales que la humanidad necesita para progresar.
Pedro León Loyola

Su reformismo lo distancia del carácter revolucionario de la FECh, renunciando a ella y a las instituciones afines:

En 1919, su paciencia con la FECh llegó a su fin. Había, escribió, «un abismo entre ciertas doctrinas actuales de la Federación y algunos de mis ideales más preciados». Lamentaba que cada vez más parecía como si la vida intelectual y política se hubiera polarizado en «dos extremos que no me comprenden y que yo no comprendo: los teóricos de la brutalidad reaccionaria y los teóricos de la brutalidad revolucionaria.» Dimitió de su cargo en la UPL [en septiembre de 1919], universidad que había ayudado a fundar y que ahora veía como una institución dirigida en gran medida por una FECh insurreccional.
Raymond B. Craib

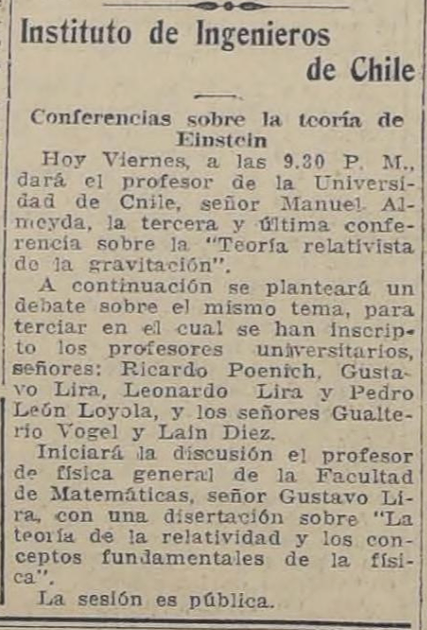
Recorte del Diario La Nación (11/06/1920) donde se anuncia la realización de la tercera conferencia acerca de la teoría relativista de la gravitación del físico alemán Albert Einstein en el Instituto de Ingeniería de la Universidad de Chile.

Se le acusó de volverse reaccionario. Sin embargo, al poco tiempo vuelve a la FECh, a la vez que reasume el secretariado de la UPL. Por aquel entonces, Loyola y sus allegados eran acremente criticados por los sectores acomodados del país, quienes usaron el poder de los medios de prensa para esparcir todo tipo de rumores y ataques personales a los miembros de la FECh. En el caso de Loyola, mediante un escrito anónimo llegó a ser acusado de recibir sobornos de origen peruano por sus actos de desestabilización social y antipatriotismo.

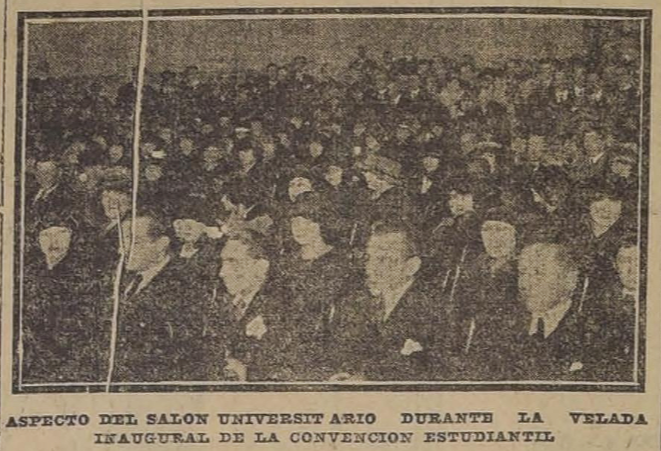
Recorte fotofráfico del Diario La Nación (13/06/1920) en el que se recoje la asistencia a la convención. entre el público se contaban Domingo Amunátegui (Rector de la universidad), Samuel Lillo (Presidente de la FECh), Alfredo Demaría (Director del Instituto Pedagógico), Arcadio Ducoing (Inspector General de la Escuela de Derecho), Juan Antonio Iribarren (Profesor de la Facultad de Derecho), Ricardo Montaner Bello y Pedro Aguirre Cerda (Diputado de la Provincia de Santiago); entre otros.

Su interés por la filosofía de las ciencias se haría tempranamente evidente nada más iniciar la década de 1920. El 1 de junio, participó de una discusión general acerca de la teoría de la relatividad de Albert Einstein. En ella tendría oportunidad de polemizar con Manuel Almeyda Arroyo, Ricardo Poenisch, Gustavo Lira, Leonardo Lira, Gualterio Vogel y Laín Diez.
Poco menos de dos semanas después, el 12 de junio, tomó lugar en el Salón de Honor de la Universidad de Chile la primera Convención Estudiantil chilena. Al momento de definir los integrantes de la Mesa Directiva, la sala se dividió entre Pedro León Loyola y Satiago Labraca. Finalmente, Loyola fue electo Presidente Directivo. Domingo Amunátegui, José Ducel (Presidente Fundador de la FECh) y Fernando Demaría fueron elegidos Presidentes Honorarios. Casi en paralelo, la Casa de Estudios dispuso realizaran un curso especial de actualización para docentes de enseñanza secundaria, centrado en las asignaturas de Psicología, Historia de la Filosofía y Lógica. Este fue dictado por Arcadio Ducoing, Ricardo Dávila Silva y Pedro León Loyola.
Redactó, también en 1920, la sección quinta de la Declaración de Principios de la Federación. En ella, la educación guarda relación con un ideal de hombre y de vida, visión heredada del positivismo, en la que el liberalismo radical y el arielismo de Loyola cristalizan en una defensa de la educación pública para el sano desarrollo del espíritu humano:

En todas sus formas y grados orientada a formar hombres libres que sólo se inclinen ante la Razón y el Deber; hombres idealistas, que tengan fe en los destinos de la Patria y la Humanidad; hombres sanos y fuertes, que sean aptos para colaborar en el advenimiento de una vida más pura, más bella, más justa y fraternal que la vida presente.
Pedro León Loyola

Su rechazo al asalto contra la FECh (en el que el Hogar de Estudiantes sufrió destrozos) y la Federación Obrera de Chile lo llevaron a participar en la huelga estudiantil y el paro obrero de julio de 1920, destacando su paseo frente al Palacio de la Moneda con un cadáver simulado en un ataúd. Aproximadamente a las 3 de la tarde, se produjeron agitaciones entre los asistentes que termianron en represión militar y policial. Sin justificación ni base legal para ello, fue detenido y trasladado a la 3° Comisaría de Santiago, además de resultar herido en su cabeza con una lanza durante la carga de las tropas apostadas en las calles. Al ser un evidente caso de atropello de las libertades civiles, numerosos diputados, entre ellos Pedro Aguirre Cerda, exigieron su liberación inmediata e incondicional, la cual fue concedida ese mismo día. En respuesta a la destrucción del Hogar de Estudiantes, Loyola, así como otras organizaciones y personas naturales, colaboraron monetariamente para su reconstruccón.

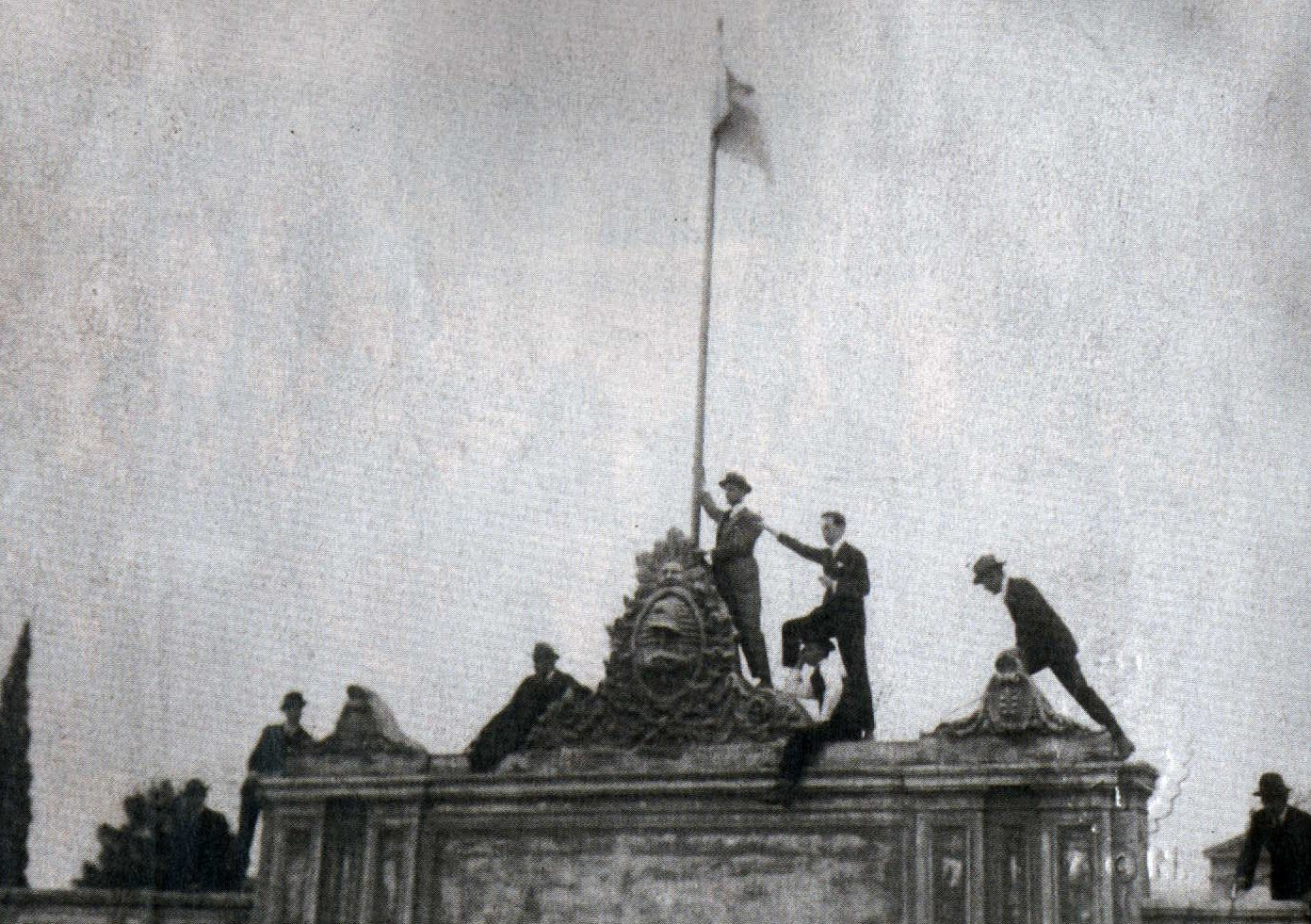
Célebre fotografía de los estudiantes cordobeses izando la bandera argentina, en el frontispicio del antiguo edificio de la Universidad de Córdoba.

A inicios de la década de 1920, y con el ejemplo de la Reforma Universitaria de 1918 en Argentina, la movilización estudiantil chilena que buscaba reformar la universidad adquirió una perspectiva global al reconocer que sus objetivos nacionales coincidían con los de otras federaciones internacionales. Este entendimiento fortaleció su compromiso con la causa, que se centraba en abandonar la visión tradicional de la universidad como un espacio dominado por "sabios diplomados" que pretendían imponer una verdad absoluta. En su lugar, aspiraban a una universidad con mayor independencia de las facultades, autonomía y libertad de cátedra, donde tanto estudiantes como docentes pudieran participar y enseñar libremente, promoviendo una mayor democratización en la educación. Tales antecendetes conducen a la Primera Convención Estudiantil Chilena en junio de 1920, la cual estaría presidida por Loyola; con motivo de organizar sus acciones futuras. 

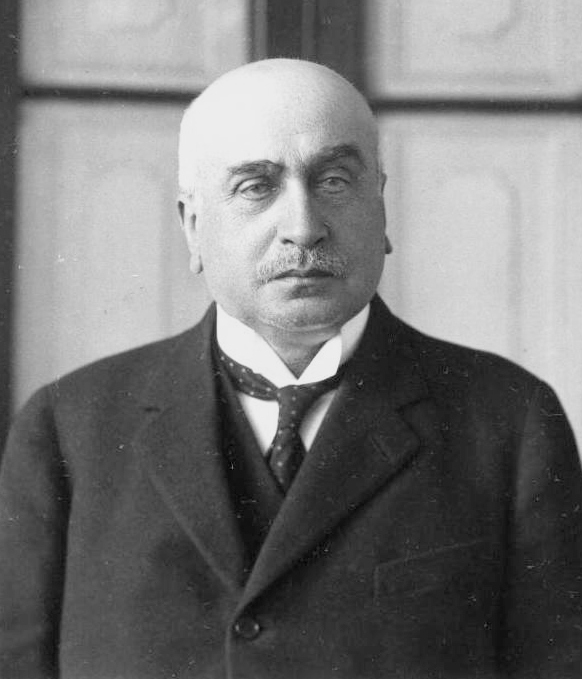
Domingo Amunátegui Aguilar (1860-1946).

El 6 de septiembre, Loyola, con el respaldo de la Asamblea de Profesores, salió a la defensa de Carlos Vicuña Fuentes, profesor y político quien fue destituido de sus cargos como docente en el Instituto Nacional y el Instituto Pedagógico por realizar comentarios públicos "antipatrióticos" contrarios a las políticas del gobierno de turno; siendo esto percibido como un caso castigo excesivo y de autoritarismo por parte Ministerio de Educación, institución que resolvió eximirlo de sus obligaciones en ambos establecimientos el 5 de septiembre. Loyola en particular y el gremio de docentes en general se vieron a sí mismos indefensos ante la persecución de las ideas en la academia chilena. La situación no haría sino más que demandar con mayor urgencia la necesidad de una Reforma Universitaria en Chile.

Con este tenor y bajo estos objetivos es que en junio de 1922 se produce una gran manifestación estudiantil donde los jóvenes piden directamente la salida de Domingo Amunátegui de la rectoría de la Universidad de Chile. Frente a la imposibilidad del diálogo entre las partes, el sábado 8 de julio deciden intervenir en el conflicto los expresidentes de la FECh, por medio de una comisión compuesta por Agustín Vigorena, Santiago Labarca, Oscar Fontecilla, Félix Corona, Pedro León Loyola y Pedro Prado. Esta comisión diálogó con Domingo Amunátegui para solicitarle que retirara a los carabineros de la Universidad y que alcanzara un acuerdo con los estudiantes. El conflicto culminaría con la salida de Amunátegui del cargo al año siguiente.

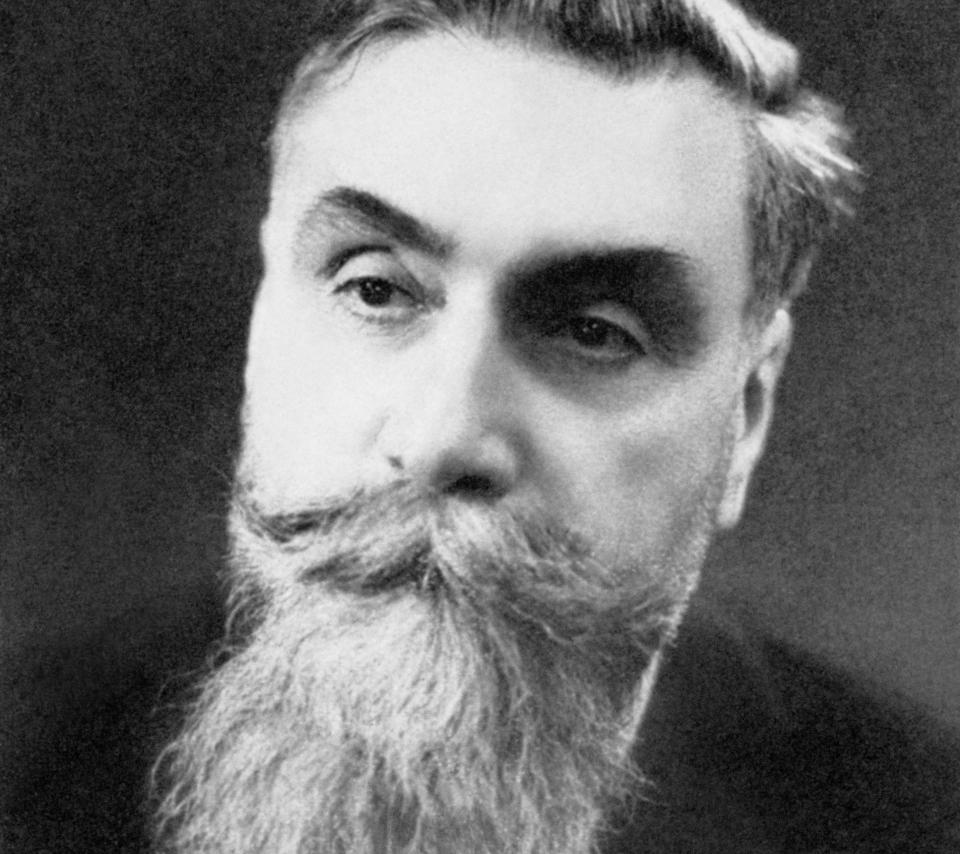
Abel Rey (1873-1940).

En 1923, la Cátedra de Psicología pasa a manos de Luis A. Tirapegui. Ese mismo año, el filósofo francés y catedrático de la Universidad de París Abel Rey realizó, en calidad de profesor invitado, tres cursos de filosofía en la Casa de Estudios: uno público, titulado "La evolución de las ideas que dirigen la civilización francesa"; y dos privados, titulados "Los grandes problemas filosóficos de la ciencia contemporánea" y "El Discurso del método de Descartes". Por encargo del Rector Gregorio Amunátegui Solar, Loyola realizó un discurso para estrenar dichos seminarios, donde resumió el desarrollo del pensamiento medieval-moderno y el caso particular de Francia.

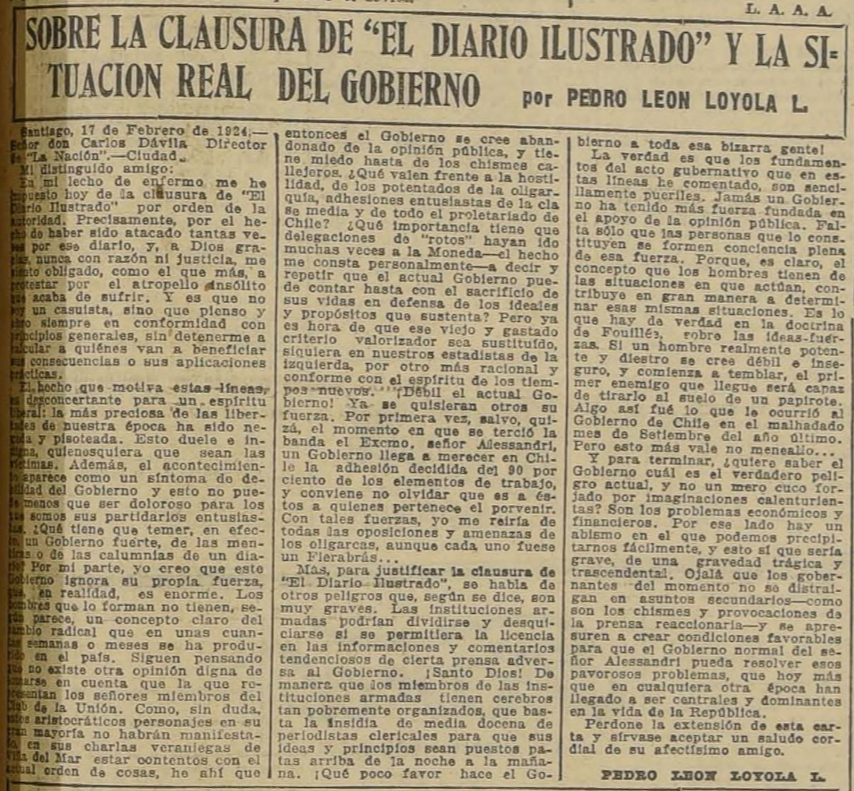
Recorte del Diario La Nación (15/02/1925), donde Loyola despotrica contra las medidas autoritarias del Gobierno Militar de 1924.

Sensibilizado por el Golpe de Estado en Chile de 1924, formó parte del Comité Nacional Obrero, involucrado en la Asamblea Constituyente de Asalariados e Intelectuales de 1925, donde se propuso la supresión del Ejército permanente. También expresó su desencanto con las medidas de censura implementadas por la Junta Militar de Gobierno que llevaron al cierre temporal de El Diario Ilustrado.Protestó contra la deportación por motivos políticos de Daniel Schweitzer. El antimilitarismo y el libertarismo de Loyola serían una constante en su vida política, lo que le valdría ser perseguido políticamente e injuriado públicamente, a la vez que éste se comprometió expresamente con la causa antidictarorial.
Una vez la Junta Militar fue derrocada, se llamó a Arturo Alessandri para que reasumiera su cargo como Presidente. Se citó a elementos del Comité Civil de Obreros e Intelectuales para dialogar la transición, entre los que se contaba Loyola. Por instrucción del Ministerio de Educación, formó parte de un grupo de visitadores extraordinarios con la misión de velar por la implementación reglamenos escolares, planes de estudios y cumplimientos de programas en los liceos de Santiago y San Bernardo. Fruto de las averiguaciones de las comisiones, la Sociedad Nacional de Profesores redobló sus esfuerzos por apoyar reformas educacionales.
De igual modo, al interior de la Universidad de Chile continuó insistiendo en la necesidad de reformar la educación superior. El profesorado y el Rector de la Casa de Estudios, Claudio Matte Pérez, entraron en conflicto en 1926 producto de la elección del nuevo Director del Instituto Pedagógico, Luis Merino Esquivel. El Rector de la universidad desoyó las sugerencias y opiniones del cuerpo docente, poniendo en el cargo a alguien poco cualificado. Ante esto, Loyola renunció el 20 de julio a la Cátedra de Filosofía en el Instituto Pedagógico, acción hecha pública el 31 de julio. Si bien el gobierno retuvo un tiermpo su renuncia, terminó por aceptarla. Este hecho, sumado al descontento generalizado que devino en disturbios y en la clausura temporal del Instituto. No será hasta marzo de 1928 que volverá, una vez ha asumido el puesto de rector de la Universidad de Chile Daniel Martner Urrutia y el director del Instituto Pedagógico elegido por Matte se ha ido.
Entre 1921 y 1929, y aparte de su Cátedra de Filosofía, Loyola dirigió el Centro de Estudios Filosóficos en la Universidad de Chile, donde se apersonaron egregias figuras de la intelectualidad chilena como Eduardo Cruz-Coke, Ramón Salas Edwards y Carlos Torretti. Paralelo a su labor docente en esta década, Loyola se desempeñó dos labores adicionales. La primera fue la de profesor de los "institutos universitarios", pensados para quienes transitaban desde la educación secundaria a la universidad. Allí, Loyola dictó la Cátedra de Filosofía en las Facultades de Filosofía, Derecho y Medicina de la Universidad de Chile. La segunda fue la de examinador universitario. Narrado en tercera persona, Loyola comenta cómo vivió dicha experiencia en un total de tres momentos:

En diciembre de 1915, un año antes de obtener su título, la Universidad lo nombró examinador de filosofía para los colegios particulares, en la "Comisión de Literatura y Filosofía", presidida por don Miguel Luis Amunáteguí Reyes. Desde octubre de 1927, fue uno de los encargados de ese ramo en las pruebas de bachiller, y cuando, por iniciativa de don Darío Salas, fue creada la "Comisión Permanente del Bachillerato", Loyola fue uno de sus integrantes y tuvo en ella la dirección y fiscalización de todo lo concerniente a la prueba de filosofía.
Pedro León Loyola

En mayo de 1929, formó parte de la comisión especial designada por el Ministerio de Educación para estudiar la organización y programas de la Escuela de Profesores Secundarios en marco de la reorganización del Instituto Pedagógico, siendo esta dependiente del Ministerio de Educación y no de la Casa de Estudios. Dada la crisis en la educación secundaria, asistió y participó de la Asamblea Pedagógica de agosto de 1929, que reunía a representantes de todos los liceos. Para la ocasión, Loyola dio un discurso donde trató diversos temas: además de abordar los aspectos fundamentales de la enseñanza de la filosofía en la enseñanza secundaria, dirigió sus críticas al esnobismo pedagógico, obsesionado con lo novedoso y poco enfocado en aquello necesario para el aula; le llamó la atención a quienes apoyaban el gobierno dictatorial de Carlos Ibáñez del Campo, siendo el deber de la pedagogía formar seres humanos dignos de ser libres; llamó a cuidar la formación de los dirigentes estudiantiles en los colegios humanistas, quienes han de ser buenos y honorables ejemplos para sus pares; instó a valorar la cultura occidental y a ofrecerla orgullosamente al estudiantado. En una clara afrenta a la gestión del gobierno dictaorial, dijo:

Si los partidarios de la pedagogía activista rindieran culto al nuevo ídolo del autoritarismo político fundado en la fuerza, ser.a perfectamente explicable su actitud contraria al cultivo intenso de la íneiigencia, pues no cabe negar que el camino que ellos señalan llevaría derechamente a la formación de autómatas morales, de máquinas para la acción disciplinada y rígida. Hay síntomas, empero, que no permiten suponer en ellos ese credo pol.tico-social. En todo caso, para los que creemos que es la libertad la esencia del régimen político normal de los pueblos civilizados, el deber supremo, aquel en tomo del cual se organizan y al cual han de supeditarse todos los demás, es el de formar hombres que sean dignos de la libertad. Pues bien, la reflexión, la capacidad de juzgar, es condición necesaria, ya que no suficiente, de esa dignidad. La vieja definición clásica, según la cual "el hombre es un animal racional", continúa siendo verdadera y es cuerdo que, en nuestra práctica como maestros, seamos consecuentes con esa connotación del concepto. No se es hombre por la fuerza física, ni por la intensidad de la pasión, ni por la obstinación con que se es capaz de realizar una tendencia ciega de nuestra naturaleza, sino por esa luz interior que orienta y ennoblece la vida, por ese poder que duda, critica y juzga, y que asegura, en fin, la autonomía intelectual y moral. En suma, somos hombres en el grado en que realmente pensamos.
Pedro León Loyola

Nuevamente, esto le supondría sufrir persecución política. La vida personal de Loyola no se queda atrás en momentos memorables. Ese mismo año, fue miembro de un tribunal en el contexto de un duelo de honor entre Roberto Meza Fuentes y Eugenio González Rojas, el cual afortunadamente no escaló. A partir de septiembre de 1930, estuvo a cargo de las clases de filosofía para estudiantes de posgrado. Ese mismo año, y a propósito de la visita del profesor peruano Luis Alberto Sánchez, la Universidad de Chile acordó que el Pedro León Loyola dictara conferencias de filosofía en la Universidad Nacional Mayor de San Marcos, en Lima.

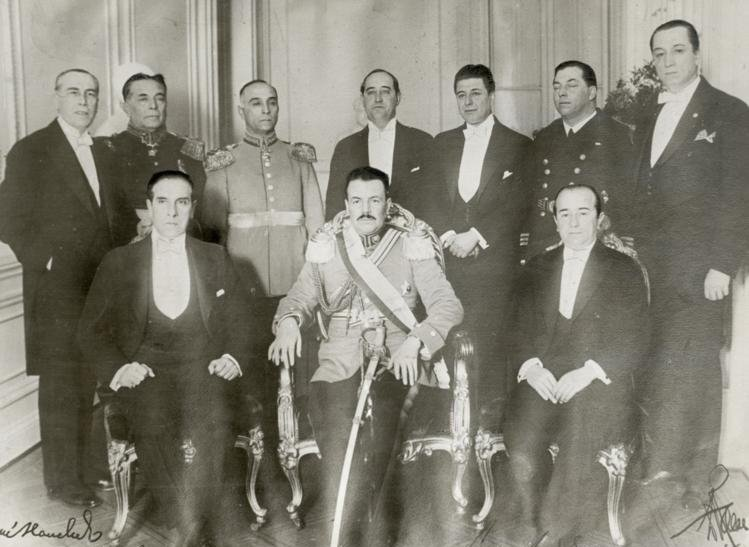
Carlos Ibáñez del Campo junto a sus Ministros de Estado hacia el año 1927.

En 1931, a Loyola le toca vivir un momento crítico en la historia política chilena:

Al ocurrir la Revolución de Marmaduque Grove, el rector de la Universidad de Chile presentó renuncia. Lo reemplazó una junta rectoral de tres miembros: Pedro Godoy, profesor de la Escuela de Arquitectura; Pedro León Loyola, profesor del Instituto Pedagógico y Mariano Picón-Salas, profesor de la Escuela de Bellas Artes.
Domingo Miliani

Entre los miembros del triunvirato, fue él quien llegó a ser rector interino después de la caída de Carlos Ibáñez del Campo en 1931, por presión de FECh (quienes ya lo habían tenido en consideración en 1925), comandancia que se extendió desde el 27 de julio hasta el 19 de octubre. Entre tanto, el 22 de agosto fue firmante del Manifiesto de los intelectuales de Chile al país, escrito a través del cual un nutrido grupo de intelectuales celebraron el fin del gobierno de Carlos Ibáñez del Campo. Además de su firma, consignan en él los nombres de Ernesto Montenegro, Joaquín Edwards, Domingo Melfi, Ricardo A. Latcham, Alberto Romero, Guillermo Feliú, Carlos Préndez Saldías, Joaquín Ortega Folch, Manuel Vega, Jenaro Prieto, Lautaro García, José Santos González Vera, Eugenio Orrego Vicuña, Alejandro Baeza, Sady Zañartu, Roberto Mesa Fuentes, Januario Espinoza del Campo, Jerónimo Lagos Lisboa, Jorge Schneider Labbé, Ángel Cruchaga Santa María, Alberto Mackenna Subercaseaux, Alberto Cabero, Eleazar Vergara, Antonio Acevedo Hernández y Fernando Celis.
En el poco tiempo que estuvo al frente de la Casa de Estudios, ordenó la reorganización del Instituto Pedagógico, acción que, entre otras consecuencias, llevó a Loyola a eliminar de la docencia a algunas personas, en ciertos casos con el fin de restituir las cátedras respectivas a los profesores antiguos, a quienes ilegalmente se les habían quitado durante la dictadura. Entre el 31 de agosto y el 7 de septiembre tomó lugar la Sublevación de la Escuadra de Chile. La Universidad de Chile no se mantuvo al margen del acontecer nacional. Narrado en tercera persona, Loyola comenta el hecho en sus memorias:

Los estudiantes se reunieron en la Casa Central, en una inmensa asamblea, a la cual, invitado, también asistió el Rector. Fogosos discursos fueron pronunciados por elementos de extrema izquierda, quienes exigían que la asamblea declarara su adhesión a los sublevados de la Escuadra. Naturalmente, esa proposición fue impugnada por otros oradores, y con buenas razones. El peligro arreciaba, sin embargo, y Loyola se vio en la necesidad de intervenir. Con emoción y vehemencia, casi implorándoles, llamó a los jóvenes a la cordura, al sentido de su deber y de su responsabilidad como ciudadanos cultos y hombres de bien. Les hizo ver que la rebelión que arrostraba Chile en esos momentos, sí llegara a triunfar, tendría mucho más graves consecuencias que la de los oficiales del Ejército en 1924, la cual había conducido a la reciente dictadura que los propios estudiantes, con nobleza y valor, habían contribuido a derribar. Y concluyó diciéndoles que él no permanecería ni por un instante en su cargo si la insólita declaración propuesta era aprobada. Felizmente, la sensatez prevaleció y los extremistas no lograron triunfar.
Pedro León Loyola

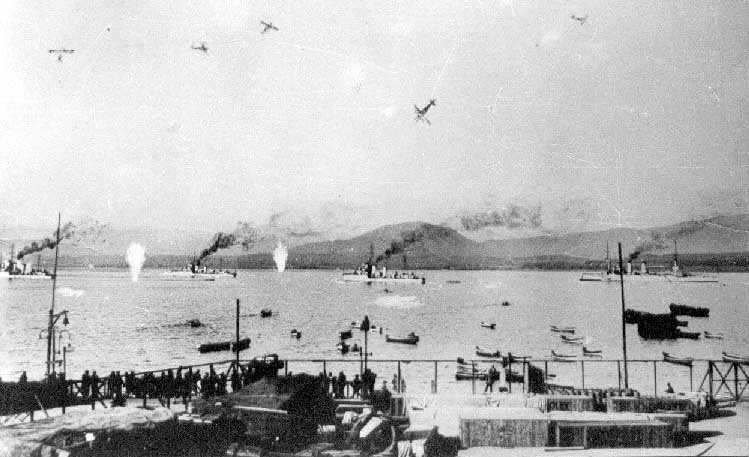
La Fuerza Aérea de Chile bombardea a la escuadra fondeada en Coquimbo, el 6 de septiembre de 1931. La marinería sublevada había tomado el control de los buques el día 1.º del mismo mes. Posiblemente los aviones que aparecen en la fotografía hayan sido retocados.

Al realizarse inmediatamente después las elecciones de rigor, entregó el puesto a Armando Larraguibel, quien le ganó las elecciones por 108 contra 71.
No obstante, la entrega del alto cargo ocurrió en un contexto de fuerte agitación política, que lo mantedría muy activo como rector y profesor:

Síntoma grave de la descomposición institucional y demolición del principio de autoridad que sufría el país tras la destitución del Presidente Ibáñez, fueron los desbordes de los estudiantes universitarios. El destacado papel que desempeñaron en el movimiento de recuperación de la vida civil libre, dice el Ministro de Educación Leonardo Guzmán, parece que los envaneció y los hizo considerarse asesores ineludibles del Gobierno. El 9 de octubre, el estudiante René Frías Ojeda envió una carta al Rector interino de la Universidad, Pedro León Loyola, estableciendo que ningún profesor debería continuar en su cátedra si no contaba con la confianza de sus alumnos. El 27 de octubre, una reunión de alumnos en el Salón de Honor convocada por un grupo estudiantil de nombre “Avance”, de la que la mayoría de los asistentes no eran estudiantes, acordó una huelga por una semana, asumió el control de la Universidad, cerró sus puertas y pretendió impedir su acceso a ella; colocó en el frontispicio un lienzo de 8 metros de largo con la leyenda “A la Huelga, Camaradas. Ahora o Nunca”, e izó la bandera roja con la hoz y el martillo. Sólo el día 29 la intervención personal del Ministro de Educación apoyado por personal del Servicio de Investigaciones, logró restablecer la normalidad.
Diego Miranda Becerra

En 1935, Loyola polemizaría con el ejecutivo acerca del programa de filosofía para los liceos, dedicando una especial crítica a la disminución de la presencia de la lógica formal. También en 1935, introdujo el Curso Especial para la Formación de Profesores de Filosofía en el Instituto Pedagógico. Este curso marcó un importante hito en la especialización en filosofía en Chile, pues visibilizó por primera vez la formación específica en los estudios en filosofía. José Santos Herceg expresa la estructura e impacto de este curso en los siguientes términos:

La modificación propuesta por León Loyola es fundamental, pues allí se marca un quiebre respecto de los cursos históricos anteriores: ya no se tratará de dar una simple descripción instrumental de lo que ha sido el pensamiento filosófico, sino que, como explica Cecilia Sánchez, aparece la idea del “panorama” que se expone de acuerdo con la sucesión de “etapas históricas del pensamiento” (Cf.: 1992:63). Cuando se habla de “etapas” en el contexto del plan de estudios fundado por León Loyola, a lo que se hace referencia es a la distinción entre filosofía antigua, medieval, moderna y contemporánea sancionada por los manuales y que pretende dar cuenta de la linealidad completa de la evolución del pensamiento filosófico: en pocas páginas busca agotar todo el saber filosófico, rápida, eficiente y sintéticamente. Como ha puesto de manifiesto Cecilia Sánchez, esta idea instalada ya en ese momento fundacional, ha estado presente desde entonces hasta hoy en la formación filosófica universitaria en Chile (1992:54).
José Santos Herceg

En 1936 defendería, a través de una petición formal y pública dirigida al Ministro de Educación Francisco Garcés Gana, el restablecimiento de la obligatoriedad del francés en todos los liceos chilenos, primando sobre el inglés y el alemán. Muchos profesores de Santiago compartían la opinión de Loyola, al punto en que solicitaban que el plan de estudios para el año de 1935, que daba prioridad al inglés, no se aplicara.
A pesar de su buena relación general con el estudiantado, su posicionamiento más cercano al Partido Radical le granjearía una mala reputación entre el alumnado marxista. En 1940, el ala estudiantil más izquierdista realizaría una huelga en su contra. Mónica Echeverría narra el episodio de la siguiente manera:

A las dos semanas de mi incorporación al pedagógico estalla una huelga. «Es contra el profesor Pedro León Loyola –me comunican–, un viejo arbitrario que pretende ser decano. Vamos a hacer un paro y dentro de diez minutos una manifestación. Toma este cartel y grita muy fuerte». Yo acepto inmediatamente sin averiguar quién es el profesor Loyola y por qué quieren echarlo. «La masonería y los radicales se creen dueños y señores del pedagógico y eso no vamos a aceptarlo así no más» –me susurra un melenudo de gruesos anteojos. «Nosotros queremos que tome su lugar el profesor Maluenda, que es un marxista consecuente». Mucho después supe que el profesor Loyola era un excelente académico que había dedicado veinte años a enseñar Filosofía y que yo, una recién llegada inculta, [lo] había humillado y vejado injustamente, solo por acatar órdenes y formar parte del rebaño de los que parecen líderes.
Mónica Echeverría

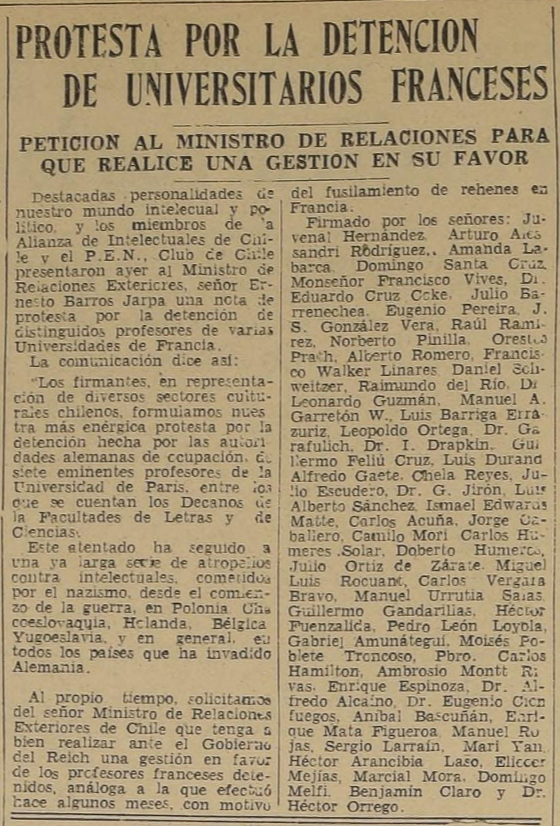
Recorte del Diario La Nación (25/08/1942) en el que regoge la petición de ayuda hacia los docentes franceses arrestados por las Fuerzas del Eje.

Acaecida la muerte de Henri Bergson en 1941, dictó un curso especial sobre dicho filósofo. En el contexto de la Segunda Guerra Mundial y la ocupación de Francia por las Fuerzas del Eje, firmó una petición en la que se solicitó al Ministro de Relaciones Exteriores de Chile que intercediera por los docentes universitarios franceses arrestados injustificadamente por los nazis. Adicional a ello, mostró adhesión a la intervención de las Fuerzas Armadas de los Estados Unidos en los territorios franceses ocupados en África.
En 1944, el debate sobre la reforma universitaria ocupó un lugar importante en la discusión pública. Loyola y compañía llamaron la atención sobre dos grandes problemas: la trasformación de la estructura universitaria y las garantías de la existencia de la universidad pública. Respecto de lo primero, demandaron modificaciones sustanciales en la estructura y el funcionamiento de la Universidad, acordes a altos estándares técnicos y sociales modernos. Respecto de lo segundo, reclamaron un trato digno y seguridad jurídica para la realización de la labor docente. Recibieron respuesta de Abraham Pérez Lizana, por entonces Decano de la Facultad de Filosofía y Educación de la Universidad de Chile (actual Facultad de Filosofía y Humanidades de la Universidad de Chile), donde sus demandas fueron aminoradas y desestimadas. Sus dichos fueron repudiados por los docentes, quienes hicieron público el rechazo a sus dichos.

Fundó en 1949, junto a Enrique Molina Garmendia y otros filósofos importantes de la época, la Sociedad Chilena de Filosofía, órgano que crearía, al año siguiente, la Revista de Filosofía, la más importante a nivel nacional de su tipo. Habiendo declinado ser el primer Presidente de la Sociedad Chilena de Filosofía, sucediendo a Molina en el cargo tras su renuncia, y posteriormente fue proclamado Presidente Honorario Vitalicio. 

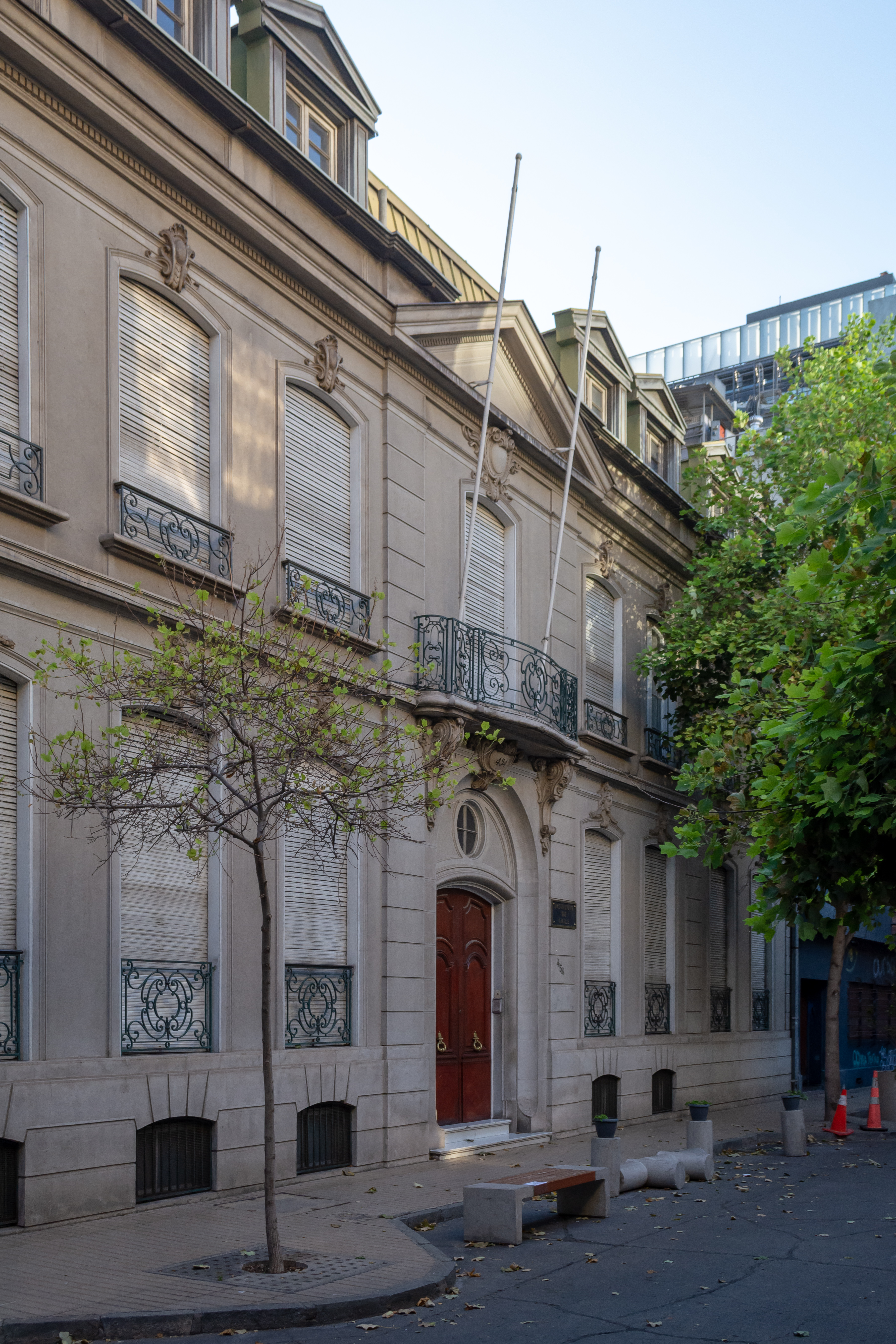
Instituto de Chile. La Academia Chilena de Ciencias Sociales, Políticas y Morales es una de las seis academias que lo conforman.

Se incorporó como Miembro Académico de la Facultad de Filosofía y Humanidades de la Universidad de Chile en 1953, ocasión para la que leyó su manuscrito Una oposición fundamental en el pensamiento moderno: causalidad y evolución. En 1956 ocupó la Cátedra de Metafísica. Su último acto académico fue la realización de un curso público titulado Historia de la Filosofía Occidental, desarrollado en 86 lecciones desde 1961 hasta 1964.

### Últimos años y muerte
El 22 de octubre de 1964 se inauguró formalmente el Instituto de Chile, siendo Loyola escogido por la Universidad de Chile como miembro integrante. Llegó a ser Director de Academia Chilena de Ciencias Sociales, Políticas y Morales entre 1967 y 1968. En 1973, nominó a Juan de Dios Vial Larraín como miembro de número de la Academia, propuesta que fue aceptada. En 1976, la Universidad de Chile le confirió el grado de doctor honoris causa.
Murió en una fecha no precisada entre octubre y noviembre de 1978.

## Pensamiento y pedagogía
La idea de «filosofía» que Loyola abrazaba guarda una estrecha razón con el personalismo francés, que en la primera mitad del siglo XX había entrado en territorio chileno. El filosofar no es un acto escindido del mundo del agente reflexivo. Antes bien, debe estar imbricado con su experiencia vital, ser coherente con las prácticas llevadas a cabo por quien filosofa, para poder hablar propiamente de un acto reflexivo filosófico:

La filosofía no puede ser pensamiento puro, aunque sea el más completo y profundo. Tiene que ser vida plena del alma, en intelección, en dignidad, en bondad. Hago mío este juicio de Maurice Blondel: "La verdadera filosofía es la
santidad de la razón". Un pensador hábil y brillante pero insincero porque no vive ni se esfuerza en vivir de acuerdo a su pensamiento, podrá ser un charlatán magno, o un sofista incomparable, no un filósofo.
Pedro León Loyola

Curiosamente, y como ha sido habitual entre representantes chilenos de la filosofía, él mismo no se consideraba un filósofo, sino un profesor de filosofía: "No he realizado "obra filosófica" en el sentido de "crear una filosofía". Pero he consagrado mi vida —eso sí— al estudio y la enseñanza de esa disciplina".
Loyola definía su propuesta filosófica como «dinamismo espiritualista»:

Mi credo filosófico podría, pues, denominarse dinamismo espiritualista. No es absoluto, sin embargo: cierto dualismo fundamental subsiste. El primado, en todo caso, pertenece al espíritu. Lo real y lo posible, lo útil y lo bueno, lo verdadero y lo bello, han de coordinarse bajo una entidad suprema. Su nombre menos inadecuado podría ser "El Sumo Bien” .—La clave del enigma, como ya Platón lo pensó, no estaría, pues, en "un ser", sino en algo más elevado aún, a la vez esencia y existencia, pensamiento y acción, libertad y vida, eterno fundamento ontológico y eterna ley de cuanto hay de valioso en el universo. Y en lo que a éste concierne, tal vez no podría enunciarse rasgo alguno más característico que ese dinamismo, sin comienzo y sin término, que lo afecta a él mismo en su conjunto y a cuanto en él existe: seres, vidas, almas, pensamientos, culturas.
Pedro León Loyola

En Una oposición fundamental en el pensamiento moderno, Loyola explora el desarrollo del pensamiento moderno, destacando cómo la causalidad y la evolución han sido explicadas filosóficamente a lo largo de la historia. En sus conclusiones, propone una clasificación sistemática de las ciencias. Aunque sigue formalmente a Kant, introduce su propio esquema. Distingue entre Ciencias Formales (matemáticas) y Ciencias Reales, que a su vez se dividen en tres tipos: de la Materia, de la Vida y del Espíritu. Según Loyola, estas tres categorías están presentes en la Naturaleza y pueden estudiarse desde tres enfoques: fenomenológico, sistemático e histórico. La clasificación, influida por Comte, refleja una tendencia común en Chile hacia la obsesión por clasificar las ciencias.

Henri Bergson (1859-1941)

En su calidad de profesor, Loyola se alzó sobre los cánones de la filosofía chilena tradicional —en la que hasta ese momento predominaba el positivismo y el industrialismo— con un pensamiento propio, contrario al materialismo y próximo al idealismo y al laicismo, influenciado principalmente por el espiritualismo francés, objetivado en las obras de Jules Lagneau, Émile Boutroux, Jules Lachelier y Henri Bergson:

Estas ideas alejaron a Pedro León Loyola y a otros estudiantes de las propuestas que centraban la educación en la formación para la producción industrial (acordadas en el Primer Congreso de Enseñanza Secundaria de 1912) y de los pensadores económicos de la talla de F. A. Encina, L. Galdames, G. Subercaseaux, T. Pinochet Le Brun y otros, que también proponían una salida industrialista a la crisis. Poco a poco, Pedro León Loyola fue marcando un retorno a las posiciones idealistas, pero no al positivismo, sino a un pensamiento evolucionista contrario al positivismo y al industrialismo.
Gabriel Salazar y Julio Pinto

Descartes se vino a conocer en Chile recién en el siglo XX gracias a Loyola. Estertores del neokantismo también entraron a las aulas chilenas por la vía de Loyola. Además, se dejó influenciar por el idealismo culturalista de José Enrique Rodó:

En su libro Ariel, Rodó intentó oponer el joven y puro espíritu latino de Ariel al viejo materialismo pragmático y anglosajón de Calibán. Una cultura latina emergente, idealista, intelectual, romántica, amante del futuro, en oposición a la cultura retrógrada, positivista, materialista y monetarizada del mundo capitalista avanzado. El arielismo que embrujó a Pedro León Loyola y muchos otros jóvenes hacia 1915 no constituyó una militancia antiimperialista, sino más bien antiindustrialista, amante del futuro más bien que del progreso, y de la utopía cultural más que del desarrollo económico. El arielismo emplazaba la juventud estudiantil en una posición histórica equidistante, a la vez, del capitalismo y del Estado, para hacerse cargo, sólo, de las “reservas espirituales” del homo latinoamericanus, de sus valores y del idealismo más puro y transparente. Afincados en un historicismo “angelical”, los jóvenes podían, si fuera necesario, entregar la vida por esos ideales.
Gabriel Salazar y Julio Pinto

En sus clases, y antes de la aparición del «Método Grassi» (la lectura minuciosa de los textos clásicos), Loyola implementó la metodología del «Profesor Oral», la cual consistía en ofrecer una lección panorámica de un tema, problemática o autor.

## Discípulos
Sus discípulos serían, futuramente, catedráticos universitarios influyentes. Entre ellos, destacan: Jorge Millas, Roberto Munizaga Aguirre, Luis Oyarzún, Eugenio González Rojas, Luis Gómez Catalán, Ambrosio Rabanales, Santaigo Vidal Muñoz, Guillermo Feliú, Pedro Zuleta Guerrero, Viola Soto Guzmán, Marcos Flores y Mario Ciudad.

## Premios y reconocimientos
Obtuvo el Premio Municipal de Literatura de Santiago de 1955, categoría ensayo, por Una oposición fundamental en el pensamiento moderno: causalidad y evolución. Fue homenajeado afectuosamente por la Academia Chilena de Ciencias Sociales, Políticas y Morales al momento de su fallecimiento.
Lógica Formal fue una obra leída y muy bien valorada por el famoso lógico chileno Juan Rivano, recomendándola en su Lógica Elemental. Una oposición fundamental en el pensamiento moderno: causalidad y evolución obtuvo reseñas favorables, destacándola como una buena obra para acercarse a las discusiones de filosofía de las ciencias de la época relacionadas con la causalidad y a la evolución.

Es reconocido como uno de los referentes de la filosofía en Chile, especialmente en lo que refiere al periodo antipositivista de la misma. Su originalidad y carácter fundacional lo llevó a ser considerado parte del grupo de los Grandes Solitarios, junto a Enrique Molina, Osvaldo Lira y Clarence Finlayson.

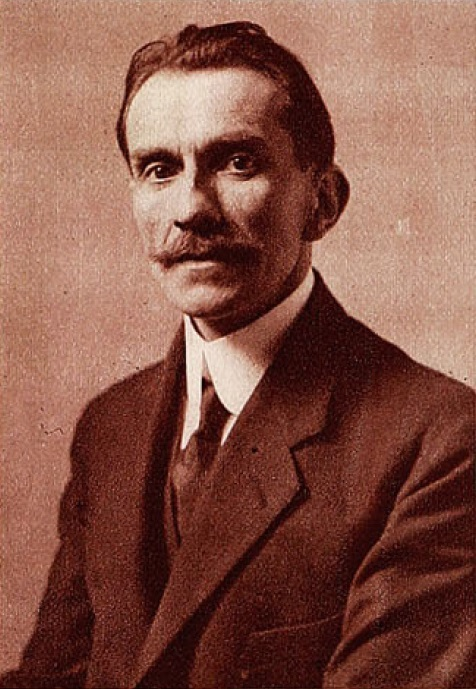
Enrique Molina Garmendia (1871-1964).

Francisco-Miró Quesada Cantuarias afirma que Loyola, junto a Molina, son los forjadores de la filosofía como quehacer disciplinar en Chile. Ambos asentaron las bases de la institucionalización universitaria de los estudios filosóficos, defendiendo la idea de una cierta “autonomía” del ejercicio filosófico respecto de otros campos, especialmente el político:

Ellos son los que en gran medida dan forma, en Chile, a la Filosofía universitaria, una de la que somos parte todos los que hoy nos dedicamos a cultivar esta disciplina en el contexto chileno. Por ello es que podemos considerarlos como los patriarcas de la Filosofía académica en nuestro país. Ellos fundan las instituciones y detentan los cargos principales, desarrollan una notable labor docente, especialmente como profesores de Filosofía, construyen una sustancial obra filosófica principalmente escrita y, por supuesto, articulan expresamente una idea de lo que ha sido y pueda ser la Filosofía en Chile.
Francisco-Miró Quesada Cantuarias

Jorge Millas ve en ambos a dos los avatares del desarrollo cultural chileno de la mitad del siglo XX, encausado para la construcción de una institucionalidad filosófica sólida:

[...] el proceso de paulatina diversificación y profundización de la voluntad nacional de cultura (que no es necesariamente una voluntad de cultura nacional) encontró en ambos el instrumento para expresarse en la forma de Filosofía.
Jorge Millas

Aunque de obra escrita escasa, la sustantiva importancia de Loyola estriba en su labor docente y gestora:

El camino de un pensador, las piedras que lo constituyen, sin embargo, no son solo publicaciones. Una obra trasciende los meros textos. Pedro León Loyola es paradigmático en este punto para la historia de la filosofía en Chile. Don Pedro tan solo publica cuatro libros. Uno de ellos es claramente teórico y lleva por título Una opción fundamental en el pensamiento moderno: causalidad y evolución (1954). Tiene, además, algunos textos destinados a la enseñanza de la lógica y la filosofía. Finalmente publica un libro autobiográfico, en 1966, que está escrito en tercera persona. Pese a su baja producción, este autor, sin embargo, es absolutamente relevante para la historia de la filosofía académica chilena, pudiendo considerársele, sin lugar a duda, como uno de sus fundadores. Loyola organiza el primer curso de filosofía del Instituto Pedagógico en 1935, es maestro de la primera generación de filósofos profesionales en nuestro país, participa en la fundación de la Sociedad Chilena de Filosofía y llega a ser su presidente vitalicio. Su obra, su legado filosófico fue fundamentalmente institucional y docente.
José Santos Herceg

## Obras seleccionadas

### Libros
- Curso Elemental de Filosofía (1927)
- Lógica Formal (1929, 1931, 1933, 1935, 1938)
- Una oposición fundamental en el pensamiento moderno: causalidad y evolución (1954)
- Hechos e ideas de un profesor (1966)[162]

### Boletines
- Cuenta presentada por la Academia de Ciencias Sociales, Políticas y Morales, en la sesión solemne celebrada por el Instituto el 22 de octubre de 1966 (1967).[163]

### Traducciones
- “El transformismo y la herencia de los caracteres adquiridos”. Por Félix le Dantec. Traducido por Pedro León Loyola, Juventud, 1, Santiago, agosto de 1915.
- Determinismo y causalidad en la física contemporánea. Por de Broglie, Einstein, Langevin et.al. Traducción y notas de Pedro León Loyola Broglie. Imprenta Universitaria, Santiago de Chile, 1931.

## Estudios sobre Loyola
- “Filosofía y Universidad en la época de los patriarcas. Enrique Molina G. y Pedro León Loyola L.”, SOLAR. Revista de Filosofía Iberoamericana, n.º 9, Año 9, Lima, 2013, pp. 109-131.
- Benzi Zenteno, I., & Mora C., M. S. (1985). Bio-bibliografía: homenaje a Don Pedro León Loyola Leyton. Universidad de Chile, Departamento de Filosofía.